# Židovský hřbitov v Dolní Lukavici
Židovský hřbitov v Dolní Lukavici leží při severním okraji obce vlevo od silnice vedoucí do Lišic. Je situován ve stráni hned za křesťanským hřbitovem. Od 1. prosince 2020 je kulturní památkou.
Zdejší židovský hřbitov byl založen koncem 15. století a má rozlohu 1834 m2. V areálu, který je ohraničen kamennou zdí, se dochovalo téměř 250 náhrobních kamenů. Nejstarší z nich pochází z roku 1718. Na volně přístupný hřbitov se vchází zachovalou vstupní brankou, vpravo od východní zdi stojí bývalý domek hrobníka přestavěný na rekreační chatu.
Poslední pohřeb se zde konal v roce 1923. V areálu se nacházejí dva pomníky obětem holokaustu. První leží hned poblíž brány a druhý stojí ve východní části areálu.
Židovská komunita v Dolní Lukavici, která se datuje z doby před rokem 1654, přestala existovat podle zákona z roku 1890. Do okupace se o hřbitov starala židovská obec v Přešticích.